# Marienkirche (Unterferrieden)

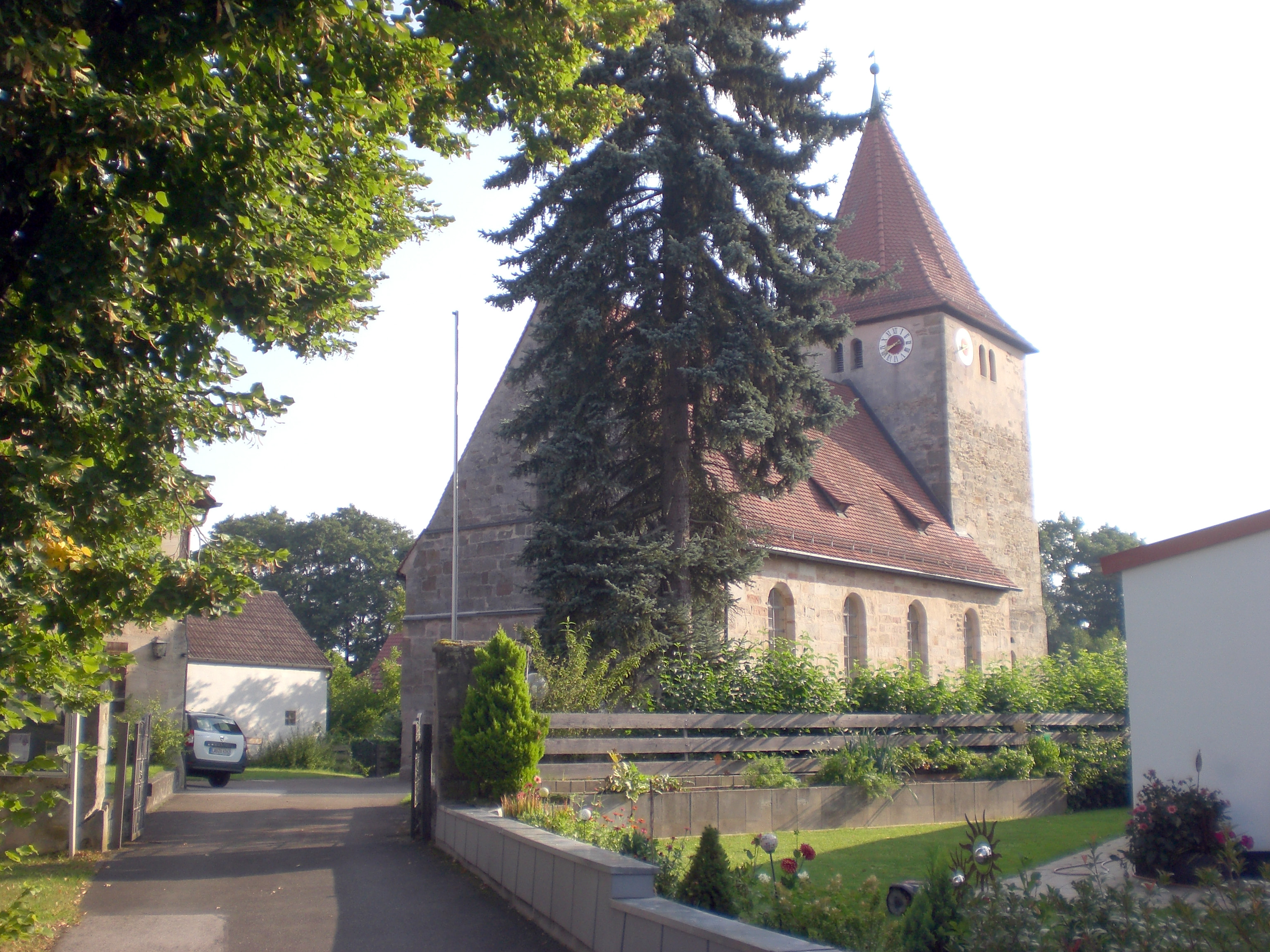
Unterferrieden, Marienkirche

Die Marienkirche ist eine evangelische Kirche in Unterferrieden, einem Ortsteil der mittelfränkischen Gemeinde Burgthann. Die Adresse der Kirche ist Marienplatz 10, 90559 Burgthann.
Das Kirchengebäude ist ein Saalbau mit Satteldach und Ausstattung. Die Chorturmanlage besteht aus Sandsteinquadern, der Rechteckturm hat ein Zeltdach. Im Kern stammt sie aus dem 13. Jahrhundert und wurde 1847 verändert. Die Kirche ist der Mutter Jesu Maria gewidmet und ein geschütztes Baudenkmal.

## Geschichte

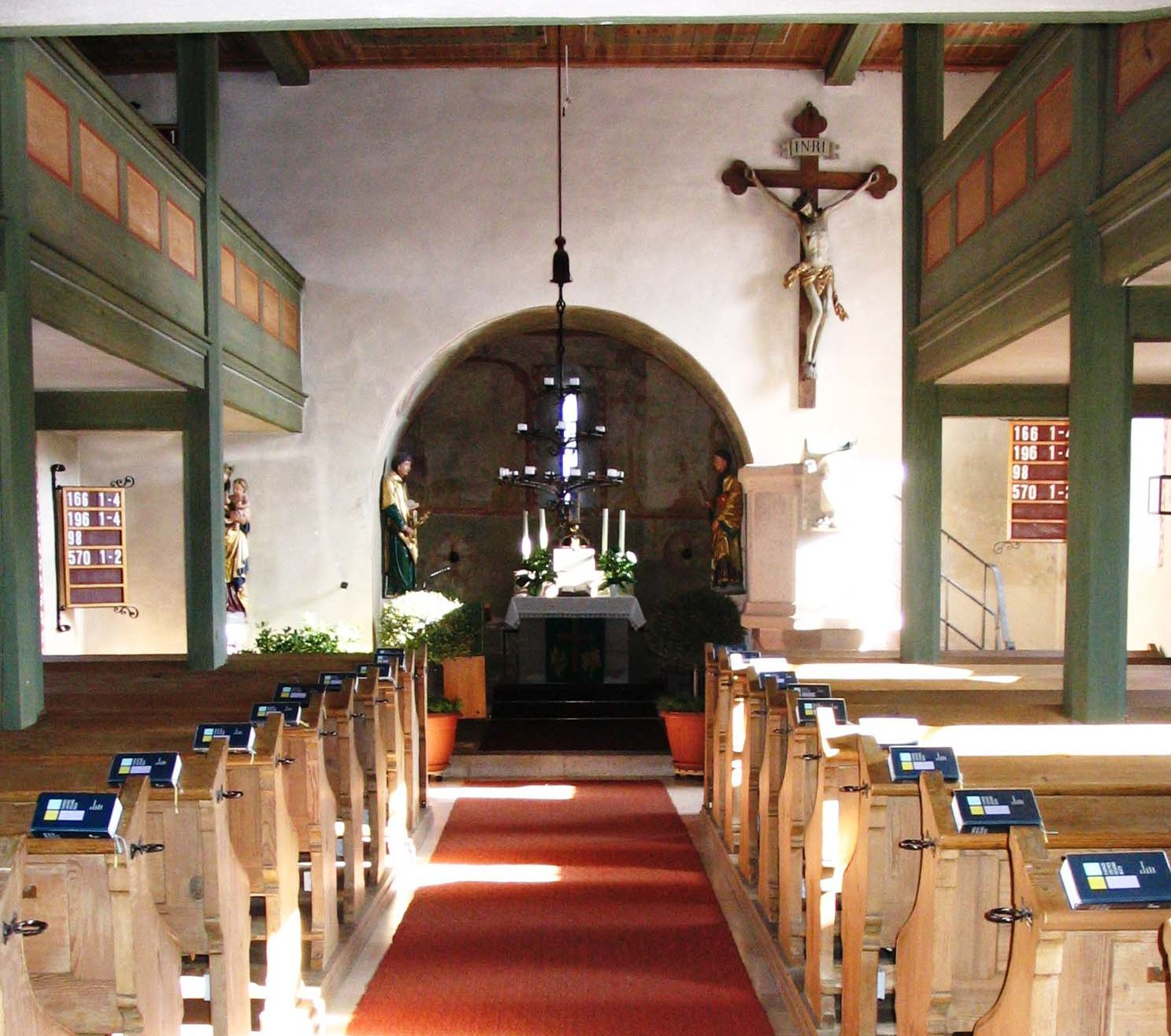
Innenraum

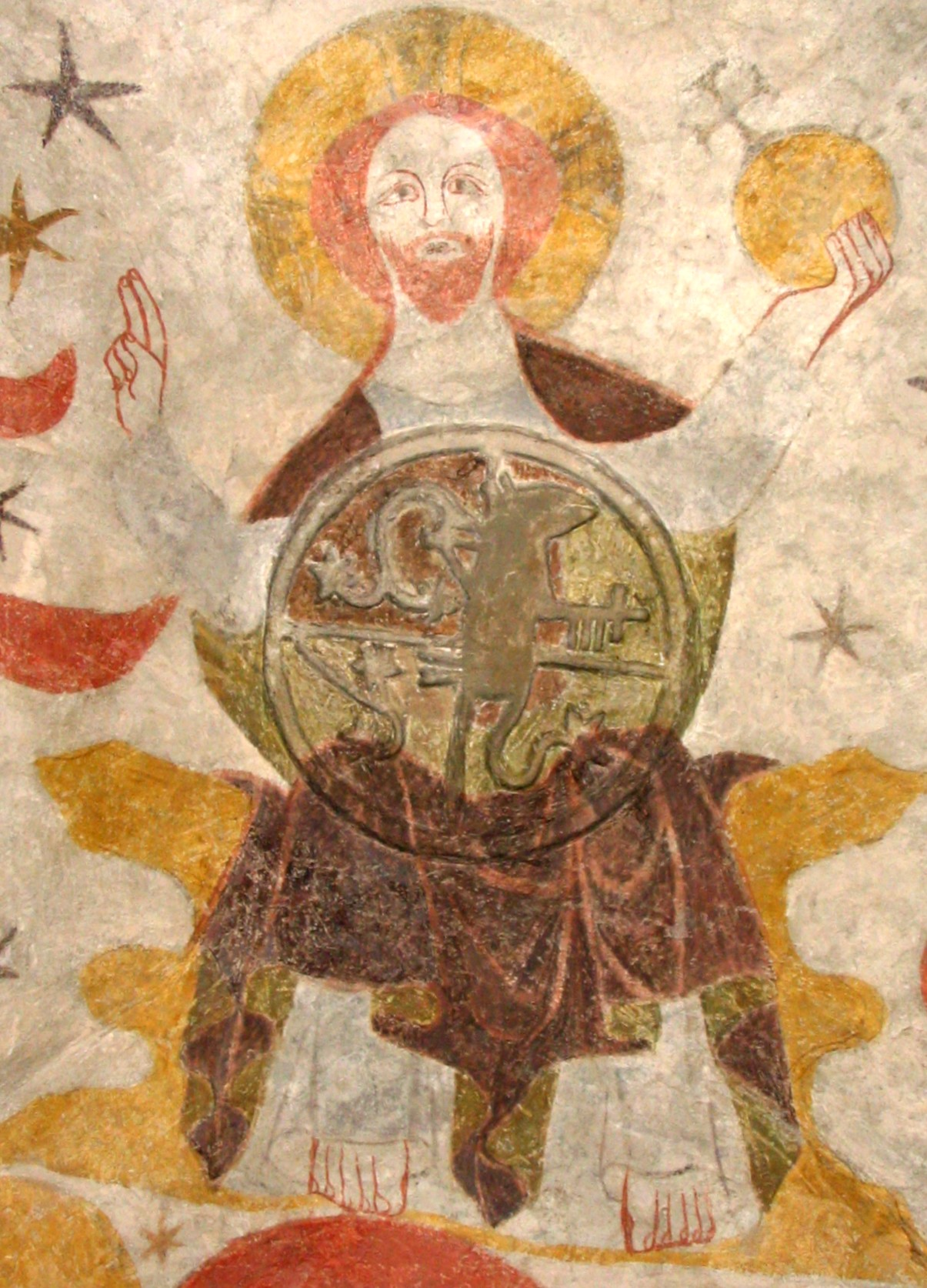
Pantokrator

Die Ursprünge der Kirche liegen im Dunkeln. Päpstliche Schutzbriefe aus den Jahren 1179 und 1186 erwähnen erstmals eine „ecclisa varrieden“. Damit könnte die Marienkirche Unterferrieden gemeint sein. Die heutige Kirche wurde Mitte des 13. Jahrhunderts in romanischem Baustil errichtet. Sie hat in weiten Teilen ihre ursprüngliche Ausstrahlung erhalten, besonders wegen der Wandmalereien im Chorraum: Am Gewölbe sind die vier Evangelistensymbole mit Spruchbändern vor hellem Hintergrund mit Sternen dargestellt. Am Scheitel thront Christus mit dem Weltenrund in der linken Hand, die rechte Hand zum Segensgestus erhoben. Die Figur bedeckt den Schlussstein mit streng stilisiertem Relief „Lamm Gottes“. An den Wänden sind Szenen aus dem Leben der Maria dargestellt: Geburt Jesu (nur noch Joseph zu sehen) – Anbetung der Könige – Maria (und Johannes) unter dem Kreuz – Maria auf dem Totenbett von dem Auferstandenen und den Aposteln umringt. Außerdem zieren die Kirche eine Marienstatue, zwei Heiligenfiguren und ein ausdrucksstarkes Kruzifix. Die Restaurierungsmaßnahmen der Kirchengemeinde wurden im Jahr 2007 mit der Aufnahme in die Denkmalprämierung des Bezirks Mittelfranken gewürdigt. Die Kirche ist tagsüber geöffnet. Am Sonntag sind die Fresken im Chorraum beleuchtet.

## Orgel

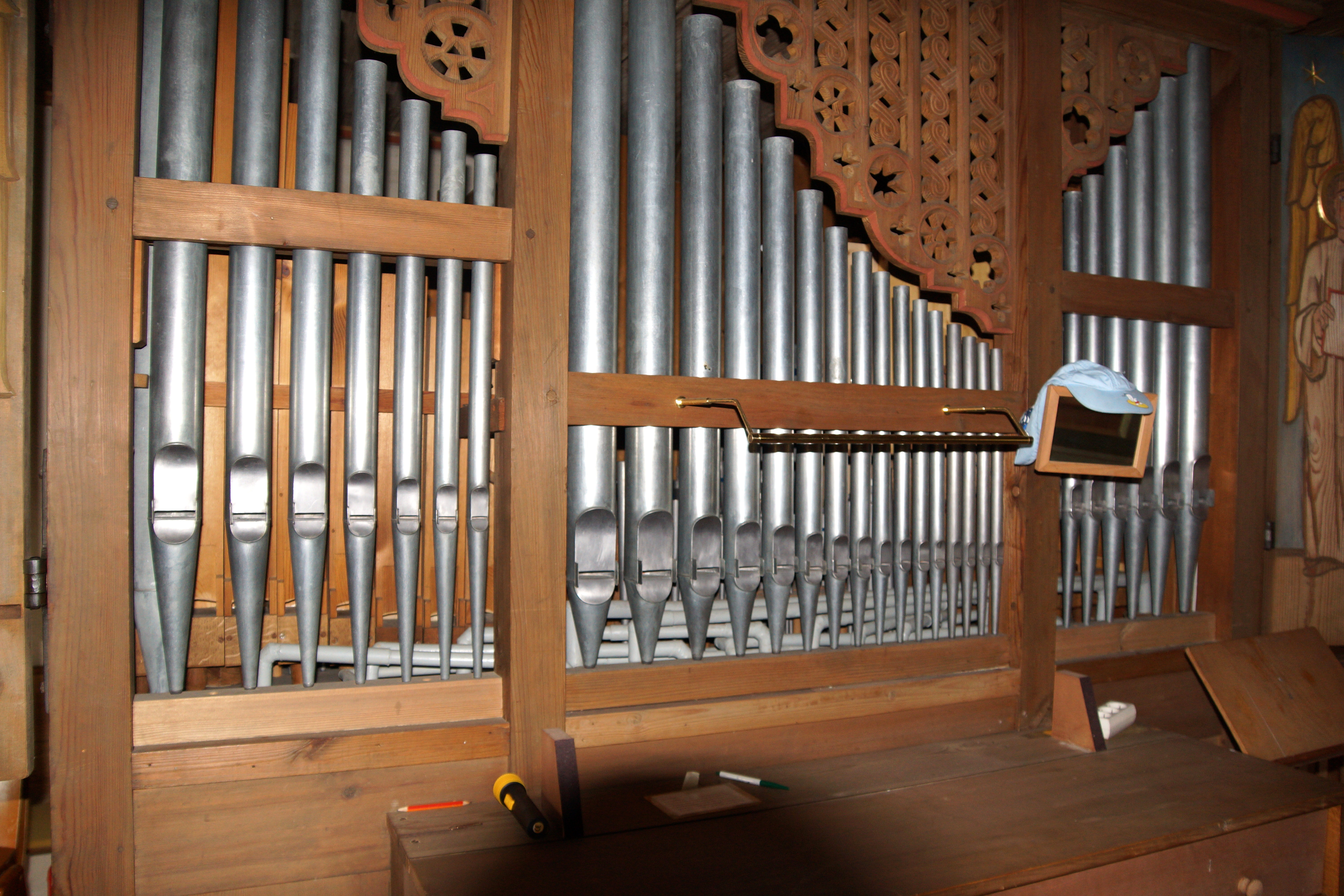
Orgel

Die Orgel mit 7 Registern auf zwei Manualen und Pedal wurde von Wilhelm Holländer aus Feuchtwangen im Jahr 1952 neu gebaut. Die Disposition lautet:
| I Manual C–g3 |    |
| Gedeckt       | 8′ |
| Praestant     | 4′ |
| Mixtur III    | 1′ |

| II Manual C–g3 |    |
| Rohrflöte      | 8′ |
| Gemshorn       | 4′ |
| Oktav          | 2′ |

| Pedal C–d1 |     |
| Subbaß     | 16′ |

- Bemerkungen: Schleiflade, mechanische Spiel- und Registertraktur, freistehender Spieltisch
- Koppeln: II/I, II/P, I/P